# 系統番号 (バス)

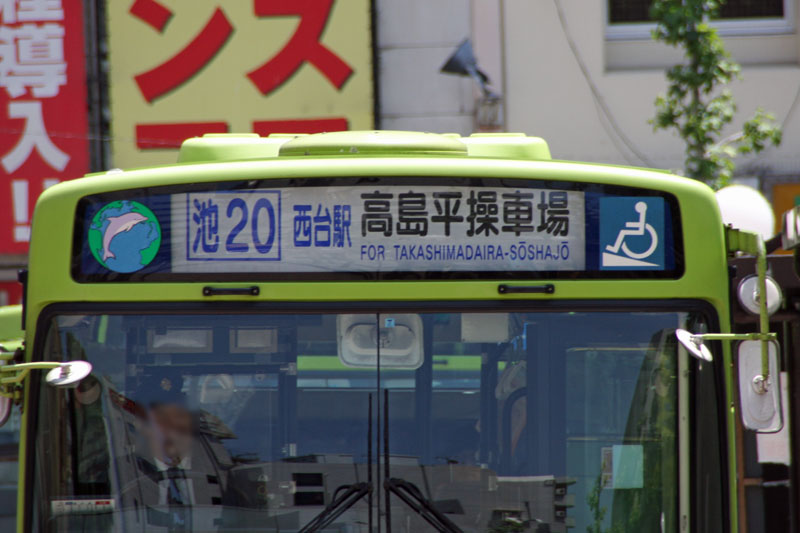
バスの系統番号表示（前面）

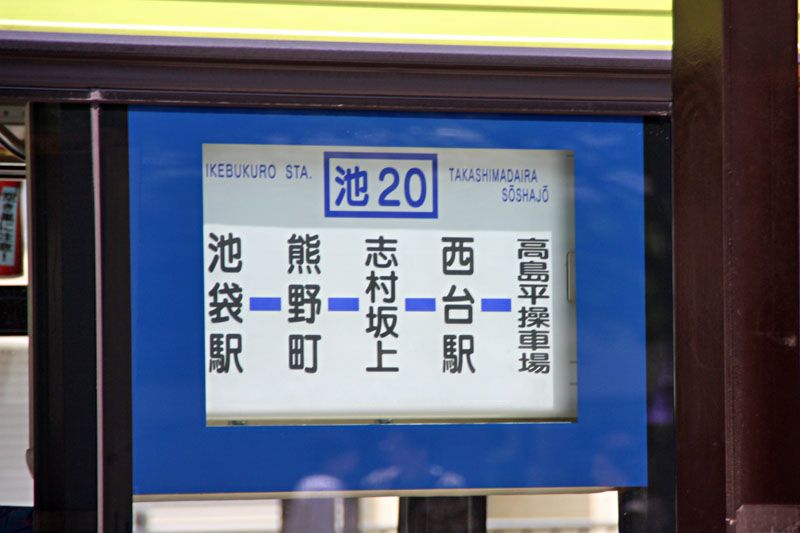
バスの系統番号表示（側面）

バスにおける系統番号（けいとうばんごう）英語BusToplaceableSystem numberとは、バスの運行系統の案内上の区別のために付番されている番号である。バス事業者によっては行先番号/Destination number・路線番号/Route numberとも称する（詳細は「系統番号の呼称」節参照）。方向幕に経由地・行き先とともに併記し、バス停留所や車内、公式サイト等に掲示されている時刻表や路線図などにも記載することで、案内上の補助として使用する。
数字（番号）を使用せず英字などを用いる場合もあるが、本項ではそれらのケースについても記述する。

## 概説
バスの運行においては、物理的ないし法的にバス車両が通行可能である限り、起点・経由地・終点を柔軟に設定することが可能で、そのため多数の経路パターンを設定することが可能である（鉄道には、線路上のみしか走行できないという制約があるため、経路の設定が限定されているのと対照的である）。こうしたバスの経路のパターンは、運行系統と呼ばれる。似た経路の運行系統を束ねたものを路線と言う。系統番号は、こうした運行系統ごとに番号を付することにより、利用者等に対する案内を簡明にするとともに、バス事業者における運行管理の容易化をも図るために設定されたものである。
仮に、運行系統（路線数）が多数あるにもかかわらず系統番号を付さないとすると、各々の運行系統を識別できるようにするために、バス車両の前面・側面などの方向幕にて、詳細に経由地を記載せねばならなくなる。こうした方法では、方向幕に多くの情報を記載せざるをえず、その文字数の多さから視認性に問題を生じたり、情報過多を招くことになる。
逆に、路線数が少なかったり、比較的分かりやすい路線網であれば、案内上でも行き先や経由地などで十分対応可能なため、系統番号を使用しないことがある。「系統番号を導入しない事業者」節を参照。
なお、複数事業者間でで同一区間に類似系統番号名を用いる例もある。

## 日本

### 日本のバスにおける付番方法
全社的に系統番号を整備したのは、1949年11月の横浜市交通局が最初とされている。以後、他社にも波及しているが、付番方法は事業者によって異なる。多くの事業者が乗り入れる地区では、事業者間で調整の上、付番法則を統一する例もある（後述の東京バス協会の例や、沖縄本島のバス路線など）。

#### 数字のみ
数字(1〜3桁)のみで系統番号を表記するもので、日本以外でも、都市部のバスでは世界で一般的な方法である。
数字（アラビア数字）は万国共通であるため、案内が容易であるのが長所である。
反面、経由地などその系統固有の情報が読み取れないため、路線数が多くなってきた場合、0〜20番台は北方面、30〜40番台は南方面というように工夫を行っている場合がある。一例を挙げると、京阪宇治交通（会社解散）では1974年9月16日改正で系統番号を付番するようになったが、0〜10番台はくずは地区路線、60番台は京田辺地区路線、80番台は宇治地区路線の内宇治川線で使用するなどの原則を設けていた。同社と合併した京阪バスや合併前に分社化した京阪宇治バス→京都京阪バスでも同原則をほぼ継承している。同様に、遠州鉄道では10の位に関しては方面別に時計回りに付番している。また、異なる地区の路線で、案内上支障がないと判断された場合は、同一事業者であっても同じ番号を使用することもある（神姫バス・遠鉄バスなど）。
数字の桁数については、統一する場合とそうでない場合がある。例えば東京都内の場合、2桁で統一されている（「1」は存在せず「01」と表記する）が、それ以外の地区では頭に0をつけないで「1」と表記する例もある。これは以下に述べる、数字のみでない場合も同様である。
また、系統番号というよりは行先番号という扱いで、行きと帰りで番号が異なる場合（アルピコ交通やことでんバス、岐阜乗合自動車の全て、福島交通や関東自動車・高槻市交通部・岡山電気軌道・長崎自動車の大半や近鉄バス・しずてつジャストラインの一部など）もある他、ターミナルを越えて別の系統に入るという意味合いでターミナル付近で番号が変わる場合（遠鉄バスの浜松駅通過系統など）、郊外から都心に乗り入れる路線が多数ある区間で、案内を簡略化するために、都心部で系統番号を統一したものとする例（西鉄バスの福岡市・久留米市中心部など）もある。

#### 頭文字記号と数字
系統頭文字記号などを番号の前に配する方法である。
頭文字記号によって区別されるため、数字部分が同じであっても複数の系統に設定することが可能である。反面、頭文字記号にローマ字以外の文字を使用した場合、外国人の利用者への案内が困難、日本人でも漢字地名の読みが分からない可能性がある（ローマ字併記である程度は解消可能）。

##### 東京バス協会式（漢字+数字2桁）
東京バス協会では、1972年に島嶼部を除く東京都内の全バス路線について、事業者にかかわらず共通の付番法則を使用した系統番号の設定を行った際に、原則として系統頭文字記号と数字2桁（一部、不足する場合は3桁）という方法に統一されており、おおむね踏襲されている。また、都内乗り入れ事業者が都内以外の地区で系統番号を設定する際にもこの付番法則に準拠する場合が多い。ただしこれは強制力のあるものではない。
都内乗り入れ以外の周辺各県では必ずしもこの系統番号方式を使っているわけではなく、横浜市営バスのように数字のみとしていたり、京成バスのように2000年代後半まで都内関連路線以外には系統番号を記載していなかった例もある。
系統番号の頭文字記号は、東京駅なら「東」・横浜駅なら「横」と、おおむね起点となる駅やバスターミナルの頭文字(大抵漢字を使用)を使用することが一般的である。頭文字1文字では対応できない場合、頭文字以外の文字を使用したり（新宿駅で「宿」）、2文字以上とすることもある（新小岩駅が「新小」、ひばりヶ丘駅が「ひばり」、東京都庁ではCity Hallから「C・H」など）。また、番号が重複してしまう可能性がある場合や、方面ごとの案内を行う必要がある場合は、主要な運行街道名や主要な経由地の停留所名（都営バスでレインボーブリッジから「虹」、西東京バスで国道16号の「16号」や左入の「左」などを使用することもある。相鉄バスでは路線の担当営業所を頭文字（浜、旭、綾）として使用しているほか、都営バスのように、都市新バス「都」、学バス「学」、深夜バス「深夜」といった路線の性格を示した文字を入れるものもある。
なお、都営バス等の高田馬場駅、関東バス等の高円寺駅、京王電鉄バスの高幡不動駅及び高尾駅、神奈川中央交通の高座渋谷駅は全て頭文字が「高」であるが、いずれも距離が離れており、このように案内上大きな支障がないと判断された場合は、同じ系統頭文字記号を重複使用するケースもある。また、青梅駅では西東京バスが「青」、都営バスが「梅」を使用しており統一されていない。
また、東京バス協会式の系統番号の表示方法自体はほぼ統一して導入されたものの、その読みは事業者や営業所によって異なり、系統番号の表示をそのまま読む事業者（都営バスなど）と、系統番号頭文字の由来となった地名を読む事業者（神奈川中央交通、東急バスなど）がある。例えば東京駅発着の「東98」系統であれば、前者（都営バス）は「ひがし、きゅうじゅうはち」と読むのに対し、後者（東急バス）は「とうきょう、きゅうじゅうはち」と読む。
路線に対する系統番号の振り方は各事業者の考え方によって異なっており、途中折返や若干の経由地の違い、関連路線などに同一の系統番号や枝番（甲・乙・丙・丁、折返し、-2など。詳細は後述）を振ってまとめる事業者（都営バス、小田急バスなど）と、途中折返などの全てに別の系統番号を振る事業者（神奈川中央交通など）も存在するため、同じ東京バス協会式とは言えども、付番法則の全てが完全に統一されている訳ではない。

##### その他の方式
一部事業者では、頭文字がある系統とない系統が並存する場合もある。
- 神奈川中央交通・京浜急行バス・相鉄バスは、横浜市交通局との共同運行路線および移管路線に限り、数字のみ（東急バスは横浜市営バスの系統番号に漢字頭文字を追加）の系統番号を使用している。
- 札幌市内を運行する北海道中央バスやジェイ・アール北海道バスでは、以下の様に、郊外部で同じ経路を通る路線(系統番号の番号は同じ)でも、都心直行便と郊外駅短絡便を区別している（北海道中央バスの43(JR駅接続)など一部例外あり）。
  1. 札幌都心部発着の系統：数字のみ　　　【例】「64」(北海道中央バス)、　　「57」(ジェイ・アール北海道バス)
  2. 郊外の駅発着系統：駅名の一部＋数字　【例】「月64」(北海道中央バス)」、「宮57」(ジェイ・アール北海道バス)
    - ただし北海道中央バスの旧札幌市営バス路線では一部例外あり

名古屋市営バスは、頭文字は2文字としている（元々駅名が1文字の栄・原、および例外で3文字の志段味は除く）。その上で幹線系統は先頭に「幹」を付けた上で1から、一般系統は11から付番している。頭文字は「曽根」（大曽根駅）、「小田」（上小田井駅）など駅名の先頭以外を取ったものや、「春田」・「有松」など名古屋市営地下鉄以外の駅名や地名から取られたものも存在する。なお、基幹バス・深夜バスなどは、別に付番している。現在のような系統番号を採用したのは1998年で、それまでは数字のみのものであった。
京都市営バスではブロック系統路線について「北」・「西」・「南」の頭文字が付いているほか、原谷線では「M」（マイクロバスの意）を記号として使用している。
とさでん交通および県交北部交通は、2014年10月より系統番号制度を導入した。同社では大多数のバスが、始発停留所からはりまや橋を経由し終点まで向かっており、はりまや橋を基準に大きく23のルートが存在している。それぞれのルートに英字1文字（I・O・Qを除いたA〜Z）を、更に終点停留所や経由地毎に数字1文字を振り分けることで、はりまや橋からの系統を「A1」や「K3」のように示している。先述の通りはりまや橋は経由地に過ぎず、バスははりまや橋までに辿りつくまでのルートと、はりまや橋を通過してからのルートの2つのルートを使って運行しているため、時刻表や方向幕では「D1‣K3」のように表記し、どういう経路を通ってどこに行くのかを明示している。なおはりまや橋を経由しないバスについては、英文字部分を始発停留所の文字からとった「ご」（後免町）、「な」（長浜営業所）などで表記し分別している。
とさでん交通に類似した方式として、遠鉄バスの浜松駅や磐田駅を経由する系統では駅を境として系統番号が別れており、例えば掛塚さなる台線であれば掛塚方面が「90」・「92」・「93」・「94」（現在廃止）・「96」・「97」でさなる台方面が「9」といった具合である。始発地側では始発側の系統番号が表示され駅の少し手前（路線によりおおむね駅の1〜4つ程度前）の停留所で系統番号が変更される（前述の掛塚さなる台線のさなる台方面→掛塚方面であればさなる台地区では「9」で浜松駅周辺より「90」・「92」・「93」・「94」・「96」・「97」となる）。ただし蒲小沢渡線と磐田市立病院福田線は行先番号方式を採用しており、始発地での時点から終点側の系統番号が表示される（例えば「31」・「32」・「33」磐田市立病院方面→「10」福田方面の場合磐田市立病院側の始発地から「10」の表示）。なお、磐田山の手線（現在は浜松駅を境に中ノ町磐田線と山の手医大線に路線分割）は浜松駅を境に山の手方面が「50」、磐田方面が「80」となっており、磐田駅をまたいで運行されるが磐田駅での系統番号の変更はない。かつては多数の路線で終日このように駅をまたいで系統番号が変更されて運行されていたが、現在はほとんどの便が駅折り返しに系統分割されており、駅をまたいで系統番号が変更される運行はラッシュ時間帯などの一部に残る程度である。

#### 記号のみ

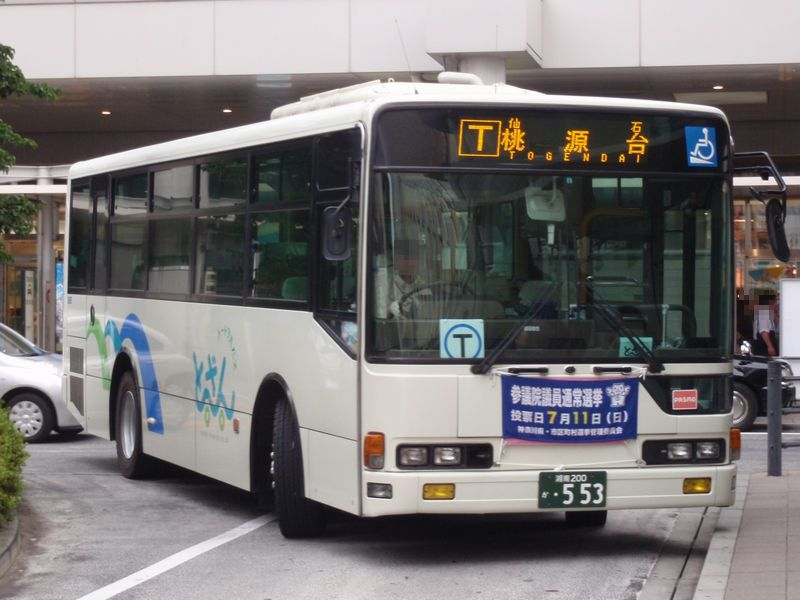
路線記号の掲出例。方向幕左側と運転席前に掲出（箱根登山バス）

番号ではなく記号のみで区別する方法である。ローマ字は多くの国で使用されるため外国人対応が容易であり、日本以外の国でも採用例がある。
箱根登山バス・伊豆箱根バス・小田急箱根高速バス・沼津登山東海バスの4社では、2010年6月15日から箱根地区の路線に各社共通の系統記号を設定した上で車両に掲出し、路線図も各社共通の様式で作成した上で各停留所や案内所で掲出している。

#### 色と併用

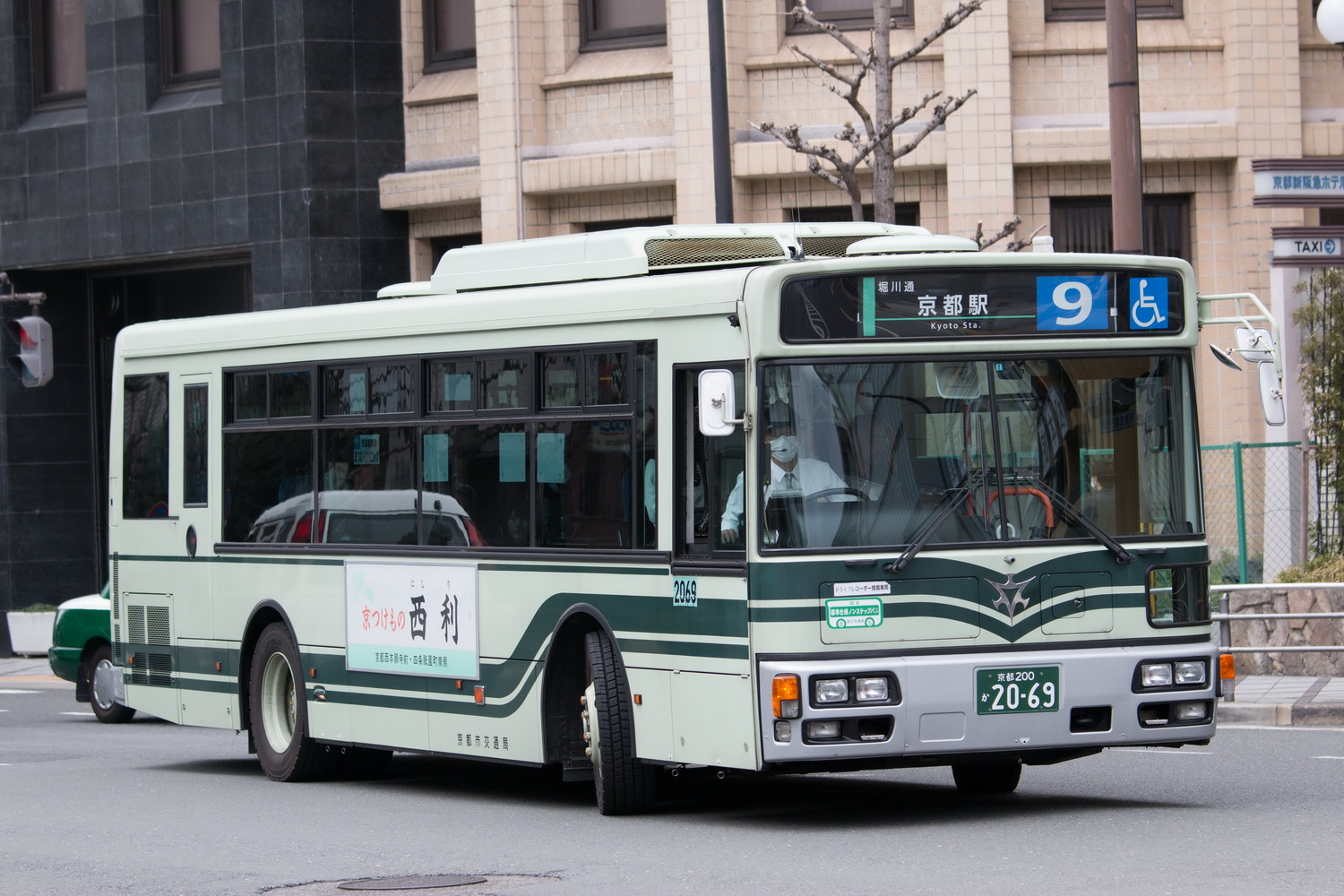
経由する道路と運賃形態の2種の色を用いた例（京都市営バス）

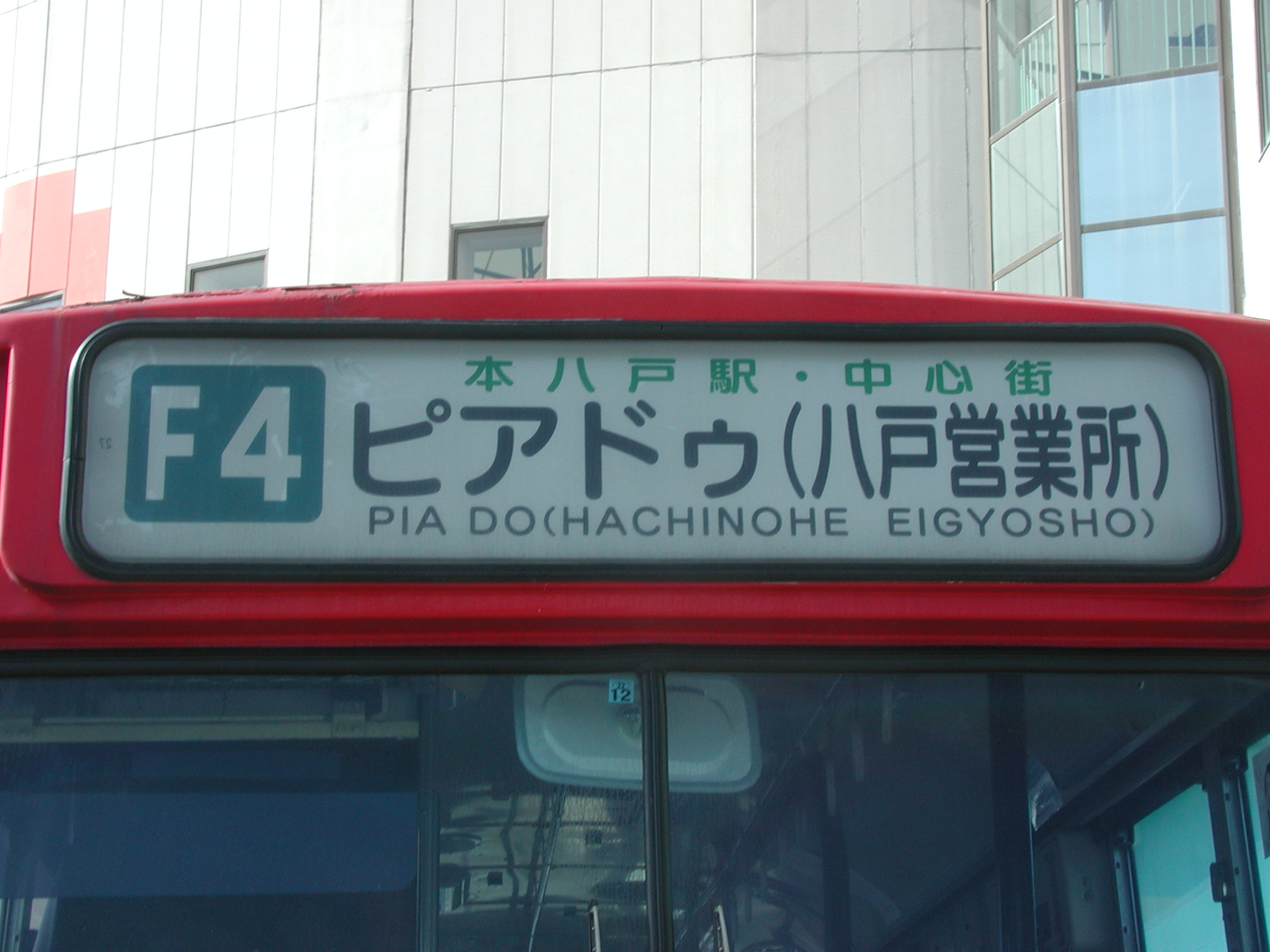
英字の方面別記号・色と数字の行先番号を組み合わせた例（南部バス）

類似路線で系統番号を分けるほどの必要性がない場合や、番号だけでなく視覚的に方向の区別を案内する場合などに、系統番号の字の色や方向幕の地色を変えて表記することがある。系統番号を使用していない場合でも、色分けによる方法を用いている事業者はある。
- 西日本鉄道（西鉄バス、グループ各社を含む）ではおもに都市部で方面別に色分けをしており、方向幕では番号表示部分の地色を変えて番号を白抜きにしたり、幕全体の地色を変えている。LED表示機では表示機の右または下に色を表示する幕装置を設置している。

色分けの方法は地域ごとに違っており、福岡市内の場合は黄色は東部方面、青は西部方面、オレンジ色は西南部方面などとなっているが、久留米市内の場合は黄色は西部方面、青は市内線、オレンジ色は東部方面となっている。
- 名古屋市営バスでは発着するターミナルなどによって方向幕の色が異なる。ただし、2010年代ではLED表示車が大多数となったが色による区別は行われていない。

名古屋駅が緑色、栄駅が桃色、金山駅が黒色、幹線系統が青色など
- 京都市営バスでは路線の形態によって色別と番号を併記している。

循環系統はオレンジ地に白文字、運賃均一路線は水色地に白文字、調整路線（整理券車）は白地に黒文字
- 北鉄バスでは金沢市近郊路線において方面別に色分けをしている。LED表示機では番号部分のみ幕装置として番号を色分けして表示する。

小立野方面は緑、金沢大学方面は黄など
- 西武バスでは、2015年春から練馬営業所などの東京都地区・新座営業所の埼玉県地区など一部車両において、路線バス用に開発されたカラーLEDに改造された車両にて系統番号を色分けしている。[7] その後、他の営業所にも拡大している。
- 青森県八戸市では、乗り入れ3社（八戸市営バス、南部バス、十鉄バス）で、市が策定したルートカラーとアルファベットを用いた路線ナンバリング制度を導入している。
- 遠鉄バスでは、前述した通り10の位が方面別となっており、原則10の位の数字毎に色分けしている。（40番台は緑、70番台は黄など）
- 小田急バスでは、1995年頃に鉄道路線・行先別に地色と文字色を組み合わせたカラー方向幕を採用していた。しかし、地色と文字色に同系色が使われる事例があるなど視認性に問題があるため取りやめられた[8]。その後は3色LEDの時代を経て、2016年からフルカラーLED表示機を採用し系統別に色分けされるようになった。

#### 枝番などの設定
事業者によっては、同じ番号内で区間便や、経路違い、末端で分かれるなどの区別を枝番を付けるなどの方法で対応する。
代表的なのは「22-1」「22-2」系統といったように、ハイフン付の数字を付けるものであるが、大阪シティバスなどで見られる「88A」「37A」号系統や西鉄バスで見られる行先番号「29N」「72C」番のようにアルファベットを付けるもの、西日本鉄道で「3-3N」番の様に枝番＋アルファベットで表すもの、都営バスのように「甲・乙・丙・丁・折返・急行」などで区別するもの（錦13のように"甲・乙"を表示しない場合がある他、内部的に甲1・甲2のように更に細分化される場合がある）、京都市営バスのようにアルファベット・甲乙丙・「臨」「特」を付けるものなどもある。一方で、枝番を付けずに異なる番号にする場合や、枝番に相当する系統が便数が少なかったり、出入庫系統のときは番号なしにする場合も存在する。
遠鉄バスでは、8-33の様な系統がいくつか存在するが、これは8の33番目の枝番という意味ではなく、33の路線を市街地側で8の路線の経路に変更し、8の経路→33の行先、という意味合いで8-33とされている。なお、これらの系統は逆方向では市街地側の番号（この例では「8」）のみとなる。同社にはテクノ系統の頭を取った「46-ﾃ」という系統も存在する。
熊本都市圏のバス各社（九州産交バス、産交バス、熊本電気鉄道、熊本バス、熊本都市バス）では、「M6-1」のように枝番を設けている。アルファベットは方角などによって振り分けられ、数字は主要経由地を、枝番で行先や主要経由地以降に通過する分岐を示している。

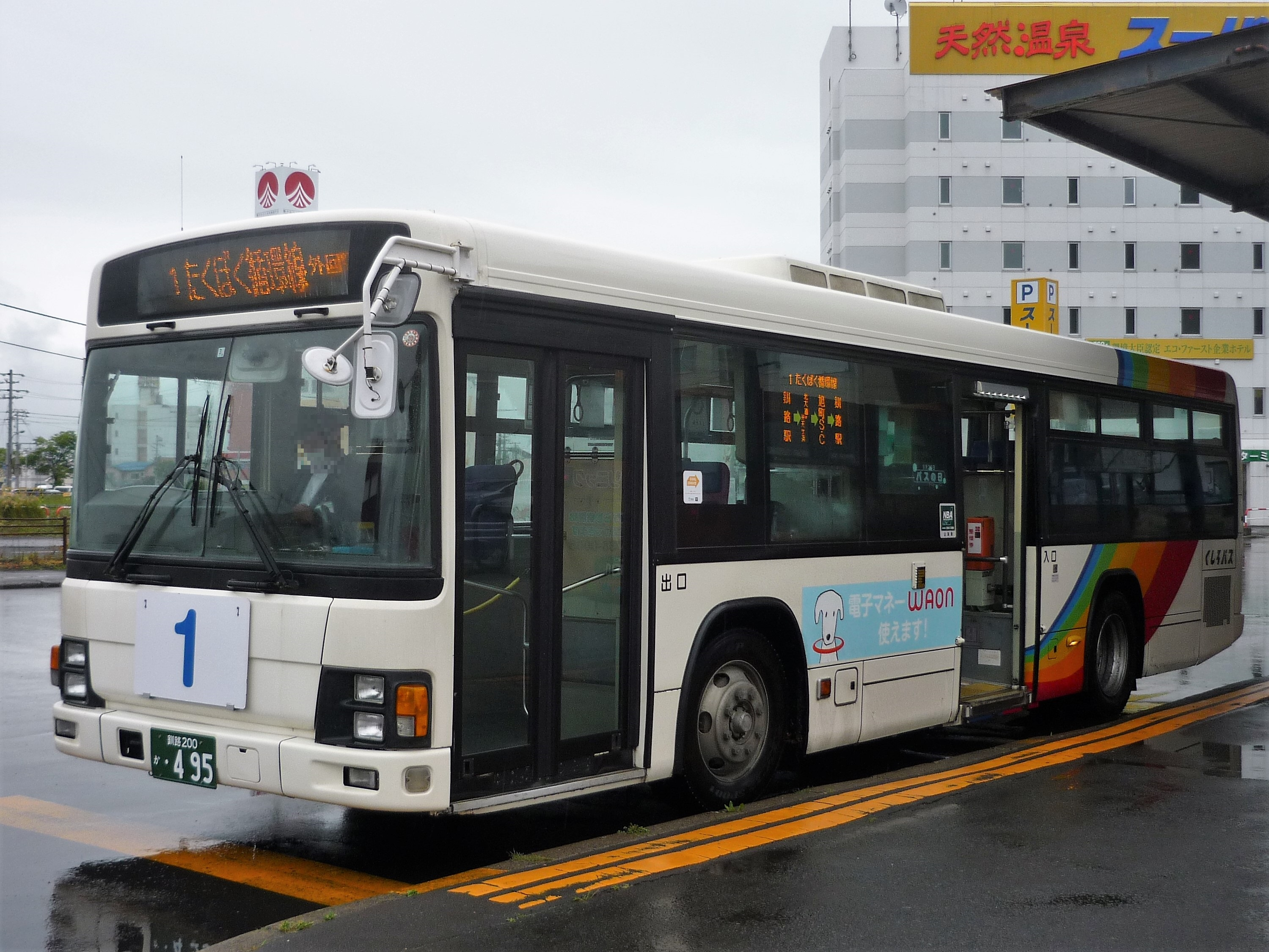
くしろバス
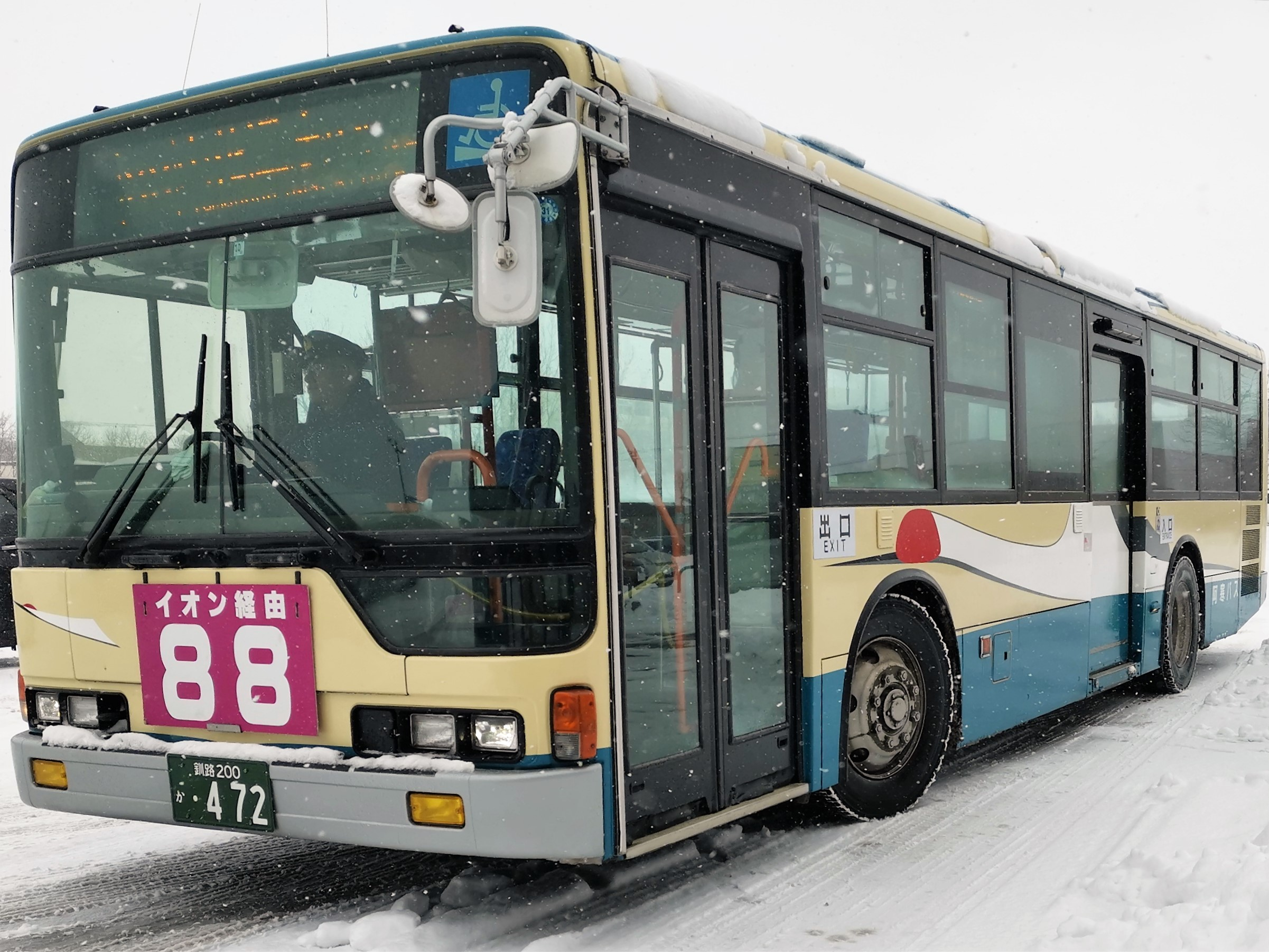
阿寒バス
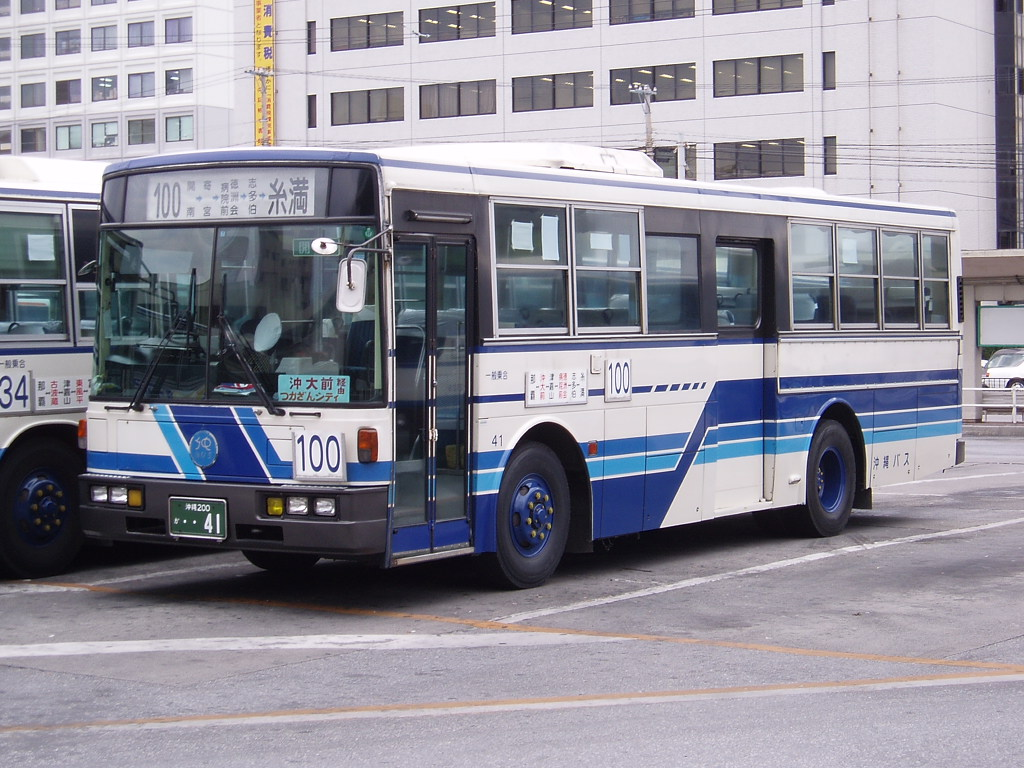
沖縄バス

### 系統番号の呼称
- 大多数のバス事業者では正式では「XX系統/XX series」と称すが、一部の事業者では「XX番/XX Number」（琉球バス交通、近鉄バスなど）や「XX号経路/XX route」（京阪バス、京都京阪バスなど）、「XX番線/XX line」（鹿児島市交通局など）、「XX号系統/XX Goroute」（大阪シティバスなど）、「XX号線/XX Goline」（広電バスなど）と称するのも存在している。例えば、同じ「63」という番号表記でも、案内は「63系統」「63番」「63号経路」「63号線」「63号系統」とさまざまである。また、部内では「XX系統」と呼んでいても、旅客案内では「XX番」を使用するなど、部内呼称と案内上の呼称が異なるケースもある（京都市営バスなど）。
- 東京都内のたとえば「渋XX」においても、都営バスなら「しぶXX」と呼ぶが、東急バスでは「しぶやXX」と呼ぶように地名の略称の読み方は事業者により異なる。
- 高槻市交通部・西日本鉄道および宮崎交通では系統番号の正式名称を「行先番号」と、また京阪バスおよび京都京阪バスでは系統番号の正式名称を「運行経路番号」と称している（それぞれの事業者でも系統と言う概念はあるものの、それは部内の乗務員行路など、別の用途でこの呼称を使っている）。なお西日本鉄道では、複数の系統を束ねた路線ごとに番号を付与しており、「行先番号」と称しているが、同じ番号で複数の行先が存在することがある。例えば福岡地区の香椎方面に向かう行先番号「23番」の場合、香椎方面の終点が「香椎花園前」、「西鉄三苫駅」、「大蔵」、「高美台」、「下原」と5つ存在し、「香椎」バス停を経由するという共通点で行先番号「23番」を付与している。

### 付記
- 途中停留所折り返し便や、経由地が一部異なるなどがある場合は以下の方法を採る。
  - 区別をせず同じ番号などで表す（内部的には区別している場合もある）。
  - 甲・乙など十干を付けて区別する。
  - 折返などその形態を付けて区別する。
  - アルファベットなどを付けて区別する[注釈 6]（例　西鉄バス「39B」など）
  - ハイフンの後ろに数字などを付けて区別する。（例　西鉄バス「2-3」「46-1」「48-2」「69-1」など）
  - 番号の先頭の桁、もしくは末尾の桁に数字を付けて区別する。
  - 頭の文字・記号などを変更する。
  - 別の系統として扱う（内部的には同一視している場合もある）。（例　西鉄バス雑餉隈営業所「44」雑餉隈営業所～福岡タワー と「305」博多駅〜福岡タワー）
  - 方角のアルファベット（N/E/W/S）を付けて区別する。
- 忌み番として欠番を設定しているケースもある。例えば、神奈川中央交通では、1986年に全系統に系統番号を設定したが、「42」と「49」は欠番としている。制定当初の唯一の例外は「町42」で、これは全社的な系統番号の設定以前に実施された、東京バス協会の系統番号の付番法則に倣ったもので、すでに定着している番号の変更は案内上得策でないと判断されたためである。また、2016年9月には「二49」が新設された。またかつてあった事業者の京阪宇治交通でも「42」と「49」を欠番としていた[注釈 7]。ことでんバスの40番台路線の上り便も「42」を使用せず「44」としている。
- 仙台市営バスでは2006年3月31日まで、仙台市内から郊外へ向かう下り便と、仙台市内へ向かう上り便でまったく異なる番号となっていた。下りでは、行き先の方角を示す英文字1文字と数字の組み合わせ（例えば、仙台駅から作並温泉行きは「W18-1」、秋保温泉行きは「W18-5」）、上りでは市内での経由地と行き先を示す数字の組み合わせ（仙台駅に行く路線は、県庁市役所経由なら「1-1」、西国道経由なら「1-3」）となっていた。同年4月1日に通常の数字のみで上下とも同一番号の体系に変更されている。
- 系統番号を廃止した例もある。国際十王交通熊谷営業所では、親会社の東武鉄道（東武バス）から路線を譲受した際に一旦系統番号も継承したが、布式の方向幕からLED式の方向表示に置き換える際に廃止した（置き換え期は、系統番号を表示する幕式と表示しないLED式のバスが混在していた）。同様に東武鉄道から路線を譲受した朝日自動車・茨城急行自動車では路線譲受時に系統番号は継承しなかった（継承し現存する子会社もある）。ただし、この例に挙げた事業者では、後に国のガイドラインに従う形で新たに系統番号を採番している。
- 系統番号を付番する事業者でも一部の路線は付番しない例もある。阪急バスでは大部分の路線で系統番号を付番するが、六甲線、大和団地線、妙見口能勢線、かやの中央線、各種コミュニティバスでは系統番号を導入せず行先のみの表示である（特に妙見口能勢線は京都交通の路線を引き継いだ影響からであったが2021年4月から付与）。
- 十和田観光電鉄バス（十鉄バス）は運行する路線（十和田 - 八戸線、十和田 - 三沢線、三沢市コミュニティバス）によって系統番号の付与ルールが異なるほか、先述の路線以外は系統番号が付与されていないため、同一会社でありながら統一されていない。

### 国土交通省のガイドライン
上記のように事業者によって異なったり、インバウンド対応を進めるに当たり、日本国外からの利用者にも分かりやすくする必要性が出てきたことから、国土交通省は「乗合バスの運行系統のナンバリング等に関するガイドライン」を2018年に取りまとめた。ガイドラインは強制ではないが、新規採番や番号の改編の際には、準拠することが推奨されている。
ガイドラインを要約すると、以下のようになる。
- アルファベットと数字の組み合わせまたは数字のみとし、漢字・ひらがな・カタカナ等は用いない。
- 大都市圏等の路線が膨大に存在する地域でない限り、4桁（数字のみの場合は3桁）以内。
- 地域の共通ルールを設け、他の事業者と番号が重複しないようにする。

### 系統番号を導入しない事業者
地方部を中心に、系統番号を導入していない事業者も存在する。ここでは小規模のバス事業者を割愛する。

#### 非導入例
- 茨城急行自動車
- ちばグリーンバス（角栄団地線を除く）
- 八風バス
- 近江鉄道バス
- 阪神バス（尼崎市交通局から譲受した尼崎市内線、西宮市内の循環線である西宮山手線、鷲林寺線を除く）
- 中鉄バス
- 備北バス
- 芸陽バス（広島営業所（旧瀬野川営業所）管轄路線を除く）
- 備北交通
- 徳島バス
- JRバスグループ（ジェイ・アール北海道バスの札幌市内など一部を除く）
- 堀川バス

#### 2010年以降に系統番号を導入した事業者
前述のとおり、国のガイドラインに従う形で系統番号も2010年以降系統番号を導入する例が増え、中国地方の岡山県や広島県で多く導入された。
- 朝日自動車
- 江ノ電バス
- 東海バス
- 名鉄バス[11]
- 京都交通 (舞鶴)
- 丹後海陸交通
- 金剛自動車
- ウイング神姫（篠山営業所、山崎営業所、相生営業所、赤穂営業所管轄路線のみ）
- 全但バス
- 南海りんかんバス[12]
- 熊野御坊南海バス（新宮・勝浦管轄路線のみ）
- 龍神自動車（熊野本宮路線のみ）
- 明光バス
- 日ノ丸自動車（米子支店管轄路線、倉吉営業所管轄路線のみ[注釈 8]）
- 日本交通 (鳥取県)（米子営業所管轄路線、倉吉営業所管轄路線のみ[注釈 9]）
- 両備ホールディングス（玉野営業所管轄路線（岡山市内乗り入れ路線のみ）、倉敷営業所（旧霞橋営業所）管轄路線のみ）
- 下津井電鉄
- 鞆鉄道
- 中国バス
- 井笠バスカンパニー
- おのみちバス
- 広島交通[13]
- 芸陽バス[13]（広島営業所（旧瀬野川営業所）管轄路線のみ）
- JRバス中国[13]（広島支店管轄の雲芸南線・広浜線のみ）
- エイチ・ディー西広島[13]
- フォーブル[13]
- とさでん交通
- JR九州バス（嬉野線・北薩線のみ）

## 欧州
ヨーロッパのナンシー（フランス）、ストラスブール（フランス）、バーゼル（スイス）、チューリッヒ（スイス）、エジンバラ（イギリス）などの都市では、トラム・バスは乗車前にチケットを購入する方式がとられている。そのため、停留所には自動券売機が設置されており、都心部では路線がわかりやすいように系統番号、行き先、到着までの時間などを表示する表示板が整備されている。

### オーストリア
ウィーンでは複数のバス会社が運輸連合（VOR）の下に路面電車や地下鉄と一緒の共通運賃制度をとっており、路面電車とバスのホームの共通化も進んでいる。そのため系統番号も交通モードごとに地下鉄はU何番、バスは数字＋末尾がAあるいはB、末尾のA、B無しは路面電車のように英文字で区別できるようになっている。

### イギリス
ロンドンの市内バスマップ「Central London」（2006年6月版）は概要版マップとなっており全体は大まかな図で系統番号を並べているだけで、自分の乗る方向のバス停位置は各バス停に掲出されている拡大マップを見てもらう二段階の案内になっており、バスマップの見易さを保つと同時に事業者が路線変更時にもバスマップ改訂の手間を省けるようにしている。

## 韓国
ソウルではソウル市政研究所が主体となり、バスを優先化する公共交通活性化の交通体系改編事業が実施され、複数バス事業者を準公営化する路線体系改編に合わせて、路線系統番号の振り方も最初の桁が出発地、次の桁が到着地の方位を表すよう1を北にして時計回りに8までの番号を振って統一した。